# Haapajärvi
Haapajärvi est une ville du centre-ouest de la Finlande, dans la Province d'Oulu et la région d'Ostrobotnie du Nord.

## Géographie
La ville est située dans la haute vallée de la rivière Kalajoki, traversée par la nationale 27 Kalajoki - Iisalmi. Les terres agricoles sont concentrées autour de la rivière, le reste de la commune étant principalement forestier, traversé à l'est l'extrémité nord de la ride de Suomenselkä.
Haapajärvi est bordée par les communes de Pihtipudas au sud (en Finlande-Centrale), Pyhäjärvi à l'est, Kärsämäki au nord-est, Haapavesi au nord, Nivala au nord-ouest, Reisjärvi et Sievi à l'ouest.

## Démographie
Depuis 1980, l'évolution démographique d'Haapajärvi est la suivante,:
| Année      | 1980  | 1985  | 1990  | 1995  | 2000  | 2005  |
| ---------- | ----- | ----- | ----- | ----- | ----- | ----- |
| population | 8 202 | 8 454 | 8 463 | 8 519 | 8 236 | 7 882 |

| Année      | 2010  | 2015  | 2020  |
| ---------- | ----- | ----- | ----- |
| population | 7 639 | 7 501 | 6 992 |

## Personnalités
Kaarlo Juho Ståhlberg, premier président de Finlande, y passa l'essentiel de son enfance, et sa maison a été transformée en musée.
Haapajärvi est la commune de naissance du skieur de fond Mika Myllylä, héros national déchu lors du scandale de dopage des championnats du monde de Lahti 2001. Il garde néanmoins un des plus beaux palmarès du ski de fond finlandais avec ses 6 médailles aux JO de Lillehammer et de Nagano, mais aussi avec 9 médailles aux Championnats du monde de ski nordique sur 3 éditions.